# Movimiento 4B
El movimiento 4B (o movimiento de los cuatro noes) es un movimiento feminista separatista-radical surgido en Corea del Sur a mediados y fines de la década de 2010 en Twitter. El nombre hace referencia a sus cuatro principios definitorios, todos ellos comenzando con el término en coreano bi (비 (en hanja, 非), que significa aproximadamente «no». Sus defensoras no tienen citas, no se casan, no tienen relaciones sexuales ni tienen hijos con varones, sobre todo aquellos que tienen prejuicios machistas.
Fuera de Corea del Sur, el interés en el movimiento 4B aumentó en países como Estados Unidos, tras la reelección de Donald Trump en las elecciones presidenciales de 2024. Los videos en las redes sociales reflejaron principalmente la creencia de que los varones habían «votado en contra de los derechos de las mujeres» al impulsar la victoria de Trump.
En la propia Corea del Sur, una parte de sus adherentes, particularmente aquellas asociadas con WOMAD, además de ser tíldadas como misándricas, transfóbicas y homofóbicas, también son catalogadas como un grupo supremacista femenino.

## Creencias
Los cuatro principios fundamentales del movimiento 4B son:
- No sexo con hombres (비섹스 (bisekseuRR))
- No ser madre (비출산 (bichulsanRR))
- No emparejarse con hombres (비연애 (biyeonaeRR))
- No casarse con hombres (비혼 (bihonRR)).[7][18]

### Bihon(matrimonio)
Desde 2005, el grupo activista UnniNetwork ha promovido bihon como una agenda política para desafiar la centralidad del modelo familiar heteronormativo del matrimonio en Corea del Sur. Intentaron reemplazar mihon («no casado»), por un término más neutral, bihon («soltero»).

### Bichulsan(maternidad)
Corea del Sur tiene la tasa de natalidad más baja del mundo, con una tasa de fertilidad de solo 0,9. Esto significa que cada mujer surcoreana en promedio tendrá menos de un hijo a lo largo de su vida,una cifra muy por debajo del umbral de 2,1 necesario para mantener la población de un país.
La tasa de natalidad del país ha estado por debajo de la tasa de reemplazo desde 1983, mientras que el movimiento 4B se originó en la década de 2010, por lo que es probable que la baja tasa de natalidad se deba a la inseguridad económica que experimentan los adultos jóvenes, los altos costos de crianza de los hijos y los precios de las propiedades. Estos factores contribuyen a la renuencia de las mujeres a aceptar los roles tradicionales del matrimonio y la maternidad.
Al tener la tasa de fertilidad más baja del mundo, el gobierno de Corea del Sur ha adoptado políticas natalistas destinadas a incentivar un aumento en los nacimientos, como estipendios para nuevos padres, mayor licencia maternal y paternal y subsidios para el cuidado infantil.
Una encuesta de 2022 realizada en Corea del Sur revela que el 65 % de las mujeres, frente al 48 % de los hombres, no quiere tener hijos.

### Biyeonae(romance) ybisekseu(relaciones sexuales)
Las mujeres del movimiento 4B también rechazan el romance y las relaciones sexuales con hombres, porque lo ven como una extensión de la estructura familiar patriarcal. Al aceptar la soltería, critican la visión natalista del Estado de que la reproductividad femenina es un recurso para el futuro de la nación.

## Historia
El término 4B surgió en círculos feministas radicales surcoreanos en Twitter y en el sitio web WOMAD entre 2017 y 2018, después del mediático asesinato de una mujer en 2016, cuyo responsable, quien dijo que lo hizo porque las «mujeres lo habían ignorado», no fue acusado de delito de odio. El movimiento 4B también fue una reacción al contenido de las redes sociales, incluida una plataforma misógina de redes sociales, Almacén de Ilbe, que ganó prominencia en 2014. Aunque el número exacto de miembros sigue siendo incierto, algunas estimaciones no verificadas sugieren un rango de 500 a 4000 participantes declaradas.

### Movimiento «Escapar del corsé»
El movimiento «Escapar del corsé» (탈코르셋 (talkoreusetRR)), que comenzó en 2016, sirvió como fuente de inspiración para el movimiento 4B. El movimiento llama a las mujeres a «liberarse de la opresión sexual, social, física y psicológica».Corea del Sur es el tercer mayor exportador de cosméticos. En una sociedad donde la belleza tiene un inmenso significado cultural y económico, los miembros del movimiento «Escapar del corsé» critican y se resisten a los procedimientos cosméticos. 
En protesta, se manifiestan destruyendo el maquillaje, renunciando a los retoques cosméticos, afeitándose la cabeza y rechazando el seguir modas. El análisis y el enfoque de la protesta de «Escapar del corsé» influyeron profundamente en el movimiento 4B.

### El movimiento #MeToo de Corea del Sur
Aunque el movimiento #MeToo se originó en Estados Unidos en 2006 y ganó popularidad en 2017, muchos otros países, incluida Corea del Sur, crearon sus propios movimientos #MeToo. El movimiento #MeToo en Corea del Sur, como en otros países, alentó a las mujeres a expresar sus experiencias de acoso sexual. 
Poco después de su creación, a finales de 2017, cientos de mujeres presentaron denuncias de acoso y violencia sexual.
Este movimiento también llevó a que las mujeres que fueron explotadas sexualmente durante la Segunda Guerra Mundial se manifestaran por primera vez y en gran número.

### Surgimiento en China
El movimiento 4B fue rebautizado como 6B4T y se extendió entre las usuarias jóvenes de la red social china Douban y se hizo popular entre las mujeres con un alto nivel educativo.
En abreviatura del idioma coreano, «6B» se refiere a los mismos cuatro mandamientos del movimiento 4B, además de no comprar productos considerados sexistas (en coreano: 비소비; Hanja: 非消費; RR:  bisobi) y apoyar a otros en el movimiento (비돕비). ;非돕非; bidopbi), mientras que «4T» se refiere al rechazo de estrictos estándares de belleza (탈코르셋 ;脫corset ; talkoreuset), representaciones hipersexuales de mujeres en la cultura otaku japonesa (탈오타쿠 ;脫otaku; tarotaku), religión (탈종교). ;脫宗敎; taljonggyo) y cultura de ídolos (탈아이돌 ;脫idol; taraidol). Fue un elemento marginal en el movimiento feminista chino, pero ganó atención adicional no deseada en 2021 por el hecho de que llamó la atención de los censores del gobierno del país. En abril de ese año, varios grupos de Douban asociados con el movimiento fueron clausurados y la frase "6B4T" fue prohibida en la plataforma. 

### Interés de Estados Unidos
Después de las elecciones presidenciales de Estados Unidos de 2024 en las que Donald Trump ganó un segundo mandato, algunas mujeres estadounidenses expresaron interés en el movimiento 4B como una forma de protesta contra la elección de Trump, sus presuntas agresiones sexuales y su papel en la revocación de Roe v. Wade. 
Poco después de que se convocaran las elecciones, los videos de TikTok que mencionaban a 4B fueron vistos cientos de miles de veces y las búsquedas en Google al respecto aumentaron un 450 %. Las mujeres estadounidenses han llamado al movimiento «4 No» y «Lisístrata».

## Objetivo
El movimiento 4B se opone al Estado de Corea del Sur y a sus políticas natalistas. Se sabe que quienes participan en el movimiento 4B resisten activamente las diversas formas en que se imponen las expectativas de género, específicamente en relación con la crianza de los hijos, las relaciones y el empleo.
Esta resistencia implica no sólo retirarse de las relaciones con hombres, sino también rechazar los estándares de belleza de género impuestos a las mujeres y las prácticas consumistas asociadas a ello en Corea del Sur.

## Polémica en redes sociales
En 2024, el movimiento 4B fue un tema popular en redes sociales tanto dentro como fuera de Corea del Sur. Algunos usuarios de habla inglesa afirmaron que la baja tasa de natalidad del país se debía al movimiento 4B,otros afirman que la escala y el impacto del movimiento 4B están enormemente exagerados.

### Discriminaciones e insultos a opositores del movimiento
El movimiento 4B ha tenido una notable presencia transfóbica y homofóbica, con disputas internas sobre la aceptabilidad de tales creencias.
El movimiento 4B fue significativamente popular y ampliamente asociado con el sitio web surcoreano WOMAD, que es abiertamente misándrico, homofóbico y transfóbico. El sitio web se fundó porque Megalia había comenzado a prohibir los insultos discriminatorios.
Se informó que los miembros de WOMAD abogaban por la venganza contra los varones, alentar a sus opositores a que se suicidaran e incluso algunos miembros amenazaban con violencia y crímenes hacia quienes se resistían al movimiento. Han catalogado a 4B y su asociación con la propia WOMAD como un grupo supremacista femenino.
Cualquier mujer que tuviera hijos era «criticada por ser facilitadora del patriarcado» y algunas eran comparadas por miembros 4B con esclavas.
En los países hispanohablantes, este movimiento fue comparado con Men Going Their Own Way (Hombres que siguen su propio camino), quienes poseen una filosofia similar a 4B pero desde la perspectiva del varón, así como de la página de extrema derecha Almacén de Ilbe